# Prins Tjiueza
Prins Menelik Tjiueza (ur. 12 marca 2002 w Walvis Bay) – namibijski piłkarz grający na pozycji ofensywnego pomocnika. Od 2024 jest zawodnikiem klubu Cape Town City FC.

## Kariera klubowa
Swoją karierę piłkarską Tjiueza rozpoczął w klubie Eleven Arrows FC. W sezonie 2021/2022 zadebiutował w nim w pierwszej lidze namibijskiej. W 2022 roku przeszedł do kosowskiego KF Liria Prizren. W styczniu 2024 został piłkarzem południowoafrykańskiego Cape Town City FC.

## Kariera reprezentacyjna
W reprezentacji Namibii Tjiueza zadebiutował 28 marca 2021 w wygranym 2:1 meczu kwalifikacji do Pucharu Narodów Afryki 2022 z Gwineą, rozegranym w Windhuku. W 2024 roku został powołany do kadry na Puchar Narodów Afryki 2023. Rozegrał w nim cztery mecze: grupowe z Tunezją (1:0), z Południową Afryką (0:4) i z Mali (0:0) oraz w 1/8 finału z Angolą (0:3).